# 望祥站
望祥站（：／ Mangsang yeok */?）是嶺東線沿線的一座鐵路車站，位於韓國江原道東海市望祥洞。

## 历史
- 1961年5月5日 - 落成使用[1]。

## 车站周边
- 望祥海水浴場

## 相鄰車站
韓國鐵道公社
嶺東線
墨湖－望祥－望祥海水浴場